# Ґлево (Куявсько-Поморське воєводство)
Ґлево (пол. Glewo, нім. Glewe) — село в Польщі, у гміні Добжинь-над-Віслою Ліпновського повіту Куявсько-Поморського воєводства.
Населення — 182 особи (2011).
У 1975-1998 роках село належало до Влоцлавського воєводства.

## Демографія
Демографічна структура станом на 31 березня 2011 року:
|          | Загалом | Допрацездатний вік | Працездатний вік | Постпрацездатний вік |
| -------- | ------- | ------------------ | ---------------- | -------------------- |
| Чоловіки | 92      | 21                 | 61               | 10                   |
| Жінки    | 90      | 19                 | 46               | 25                   |
| Разом    | 182     | 40                 | 107              | 35                   |